# St. Vinzenz (Klieve)

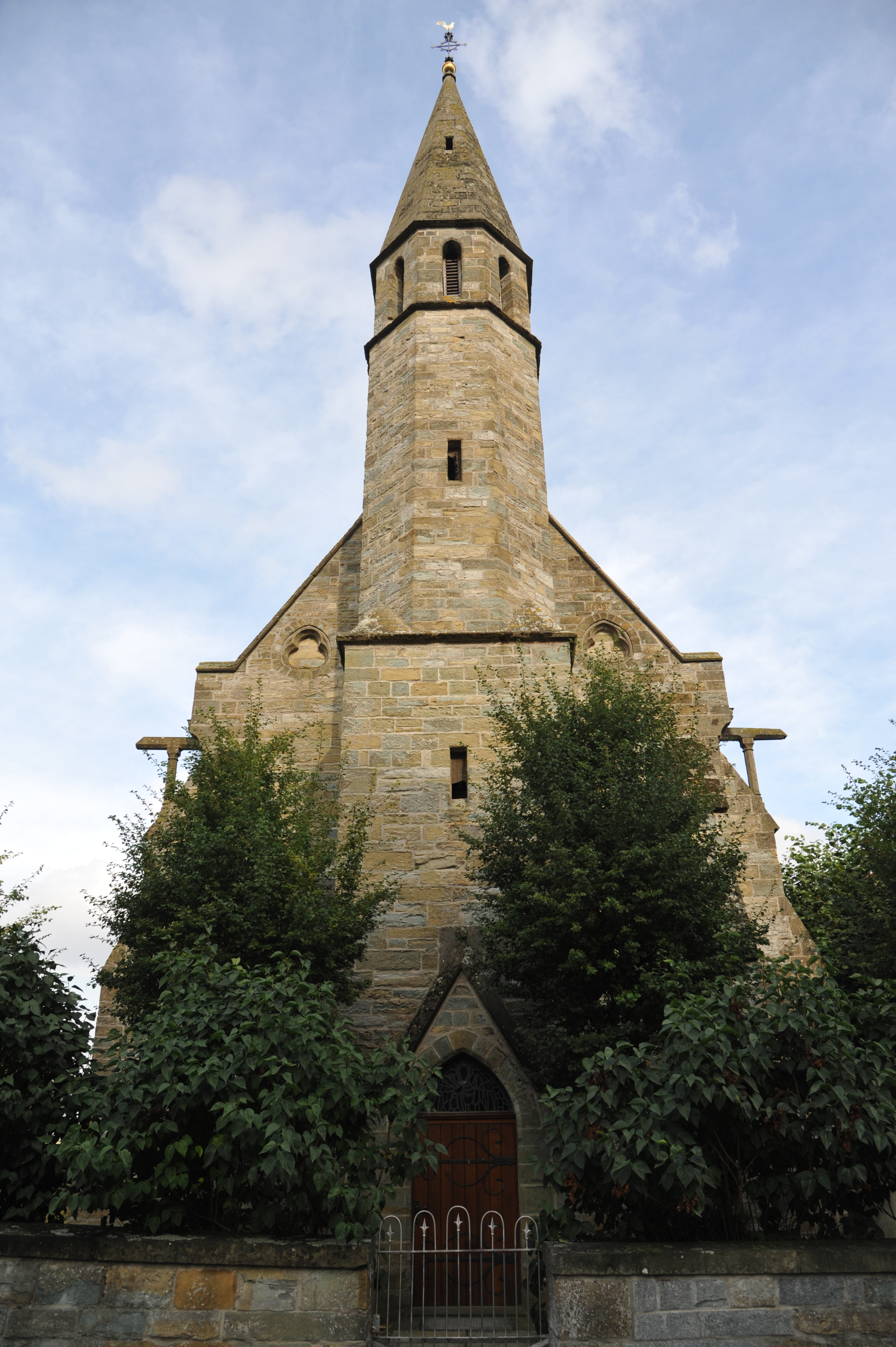
St. Vinzenz in Klieve

Die römisch-katholische, denkmalgeschützte Kapelle St. Vinzenz steht in Klieve, einem Gemeindeteil der Gemeinde Anröchte im Kreis Soest in Nordrhein-Westfalen. Die Kapellengemeinde gehört zum Pastoralverbund Anröchte des  Erzbistums Paderborn.

## Beschreibung
Die heutige Kapelle wurde am 8. Oktober 1868 von Joseph Freusberg geweiht. Die Saalkirche aus Quadermauerwerk, deren Wände von Strebepfeilern gestützt werden, besteht aus einem im Osten dreiseitig geschlossenen Langhaus und einem Fassadenturm auf quadratischem Grundriss im Westen, dessen obere Geschosse sich achteckig fortsetzen, und von einem spitzen Helm aus Bruchsteinen bekrönt werden. Die Wände des Innenraums wurden 1986 mit Kreuzwegstationen geschmückt. Das bisher benutzte Harmonium wurde 1977 durch eine Orgel ersetzt.